# سيزار بيناريس
سيزار بيناريس (بالإسبانية: César Pinares)‏ (ولد في 23 مايو 1991 في سانتياغو في تشيلي) لاعب كرة قدم تشيلي لعب سابقاً لصالح نادي الشارقة الإماراتي في خط الوسط في عام 2017 .

## روابط خارجية
- سيزار بيناريس على موقع اتحاد تركيا (لاعب) (الإنجليزية)
- سيزار بيناريس على موقع قاعدة بيانات كرة القدم.إي يو (الإنجليزية)
- سيزار بيناريس على موقع ناشيونال فوتبول تيمز (الإنجليزية)
- سيزار بيناريس على موقع Soccerway.com (الإنجليزية)
- سيزار بيناريس على موقع عالم كرة القدم.نت (الإنجليزية)
- سيزار بيناريس على موقع AS.com (الإسبانية)